# 금진여객
금진여객(金進旅客)은 부산광역시 강서구에 연고를 둔 부산광역시의 시내버스 운송 업체로 본사는 부산광역시 강서구 화전동에 있고, 면허 등록은 부산광역시 강서구 녹산화전로 117 (화전동, 강서공영차고지)로 되어 있다.

## 주요 연혁
- 1980년 1월 7일: 화진여객(현 태영버스)에서 분리, 차량 26대로 설립하였다.

## 차고지
- 부산광역시 강서구 녹산화전로 117 (본사 : 109번, 124번, 128-1번 번 시종착 및 관리)

## 운행 노선

### 시내버스
- ● 109번 : 강서공영차고지 - 녹산하수처리장 - 신호중학교 - 르노코리아 - 명호초등학교 - 엘크루블루오션 - 명지환승센터 - 호반베르디움2차.금강펜테리움2차 - 경일고등학교 - 맥도자연생태공원 - 서부산유통지구역 - 김해국제공항 - 강서구청역 - 구포시장 - 구포역 (태영버스와 공동배차)
- ● 124번 : 강서공영차고지 - 삼성전기후문 - 부산지방중소벤처기업청 - 신호중학교 - 르노코리아 - 엘크루블루오션 - 명지환승센터 - 금강펜테리움1차 - 하단역
- ● 128-1번 : 덕천교차로 - 구명역 - 신라대학교 - 백양마을 - 주례역 - 학장교차로 - 엄궁동주민센터 - 하단역 - 을숙도 - 명지국제도시 - 명지환승센터 - 엘크루블루오션 - 강서공영차고지

### 급행버스
- ● 3002번 : 강서공영차고지 - 신호중학교 - 명호초등학교 - 명지환승센터 - 호반베르디움2차.금강펜테리움2차 - 맥도자연생태공원 - 서부산낙동강교 - 학장입구 - 주례역 - 개금역 - 부암역 - 서면

### 이전 보유 노선
- ● 126번 : 금곡동 - 덕천역 - 낙동대로 - 구덕운동장 - 충무동 (2023년 7월 29일 공동 배차 철수, 이 노선은 삼진여객, 성원여객과 공동 배차로 운행했다.)
- ● 555번 : 강서구청 - 명지시장 - 르노코리아 - 삼성전기 - 부산신항 (2021년 1월 16일 폐선, 강서산단지역 출퇴근 전용 시내버스로 이 노선은 삼진여객, 태진여객과 공동 배차로 운행했다.)

## 보유 차량
전 차량이 현대자동차의 버스 차종으로 운용한다.
- 현대 뉴 슈퍼 에어로시티
- 현대 저상 뉴 슈퍼 에어로시티
- 현대 유니버스 스페이스 엘레강스
- 현대 일렉시티